# Le Roi Candaule (Gérôme)
Pour les articles homonymes, voir Le Roi Candaule (homonymie).
Le Roi Candaule est une peinture à l'huile sur toile de l'artiste français Jean-Léon Gérôme, réalisée en 1859 et conservée au Musée d'Art de Ponce, à Porto Rico. Le tableau est exposé au Salon de 1859, la même année que Ave Caesar, morituri te salutant.
Une deuxième version de l'œuvre se trouve au Musée des Beaux-Arts Pouchkine, tandis qu'un croquis préparatoire se trouve au Musée d'Art Dahesh. Il existe également une étude complète pour la reine de Lydie.

## Inspiration
Gérôme s'inspire de l'histoire de Gygès et Candaule racontée par l'historien grec Hérodote dans le premier livre de ses Histoires et reprise par Théophile Gautier pour une nouvelle en 1844.
Candaule ne cessait de vanter la beauté de sa femme à son confident Gygès, qui était le fils d'un de ses gardes. Pensant que Gygès doutait des charmes de la reine, Candaule lui ordonne de faire tout son possible pour la voir nue. Gygès, qui s'estime indigne de cette proposition, refuse. Le roi parvient à le rassurer et Gygès accepte finalement de se cacher dans la chambre royale au moment où la reine se déshabille, mais celle-ci s'en aperçoit. Elle décide alors de ne rien laisser paraître et prépare sa vengeance contre le roi qu'elle tient pour l'auteur de cet outrage. Le lendemain, elle convoque Gygès et lui propose un marché : soit il assassine Candaule pour obtenir sa main et le trône de Lydie, soit il est exécuté. Après quelques hésitations, Gygès choisit de poignarder le roi et s'empare du trône de Sardes.
« Le Roy Candaule et le Maître en Droit. par Jean de La Fontaine

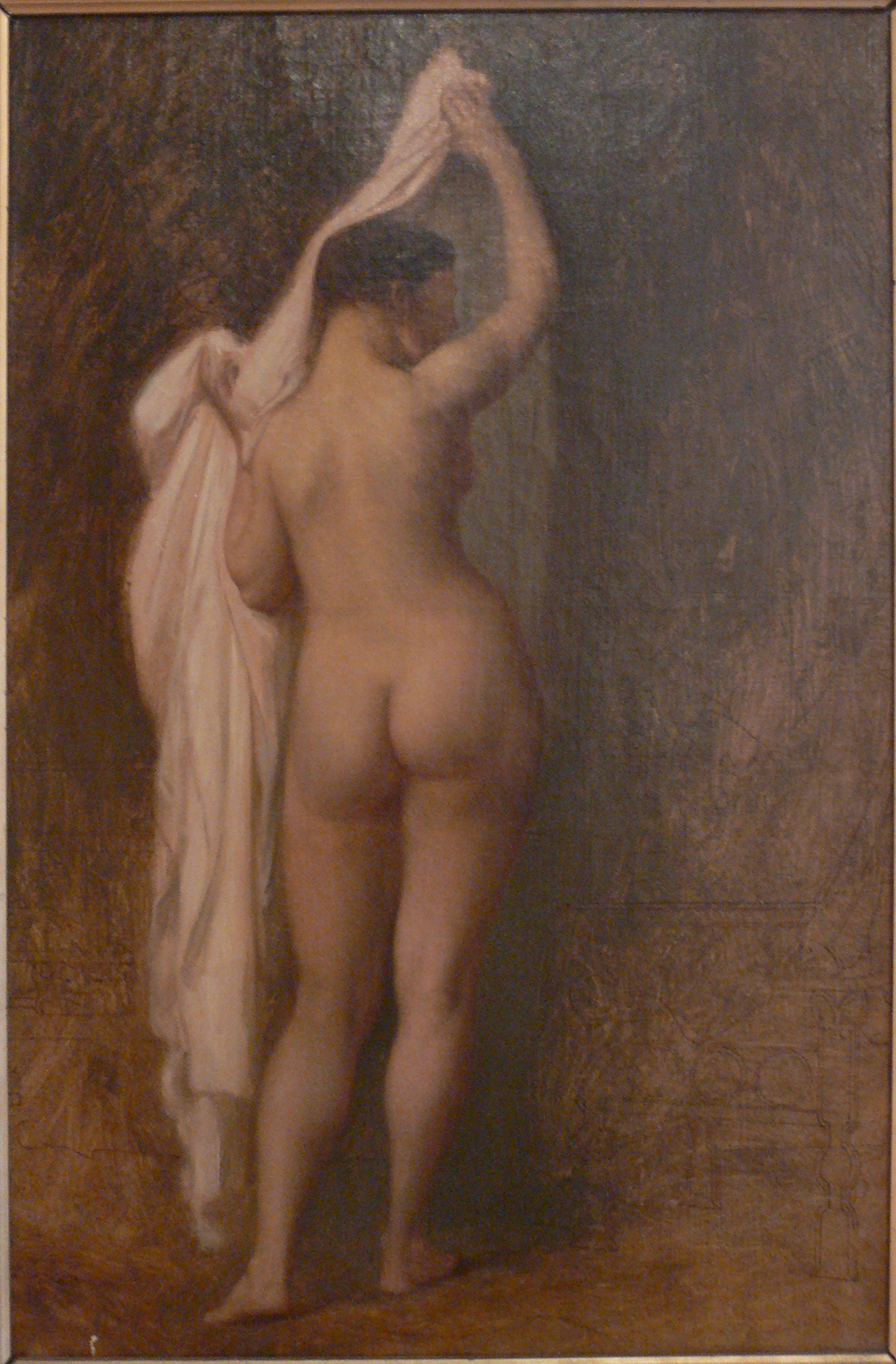
Étude pour la reine de Lydie.

Force gens ont esté l’instrument de leur mal ; 

Candaule en est un témoignage. 

Ce Roy fut en sotise un trés-grand personnage ; 

Il fit pour Gygés son vassal

Une galanterie imprudente et peu sage.

Vous voyez, luy dit-il, le visage charmant

Et les traits délicats dont la Reyne est pourvue ;

Je vous jure ma foy que l’accompagnement 

Est d’un tout autre prix, et passe infiniment ; 

Ce n’est rien qui ne l’a vue toute nue. »

## Description

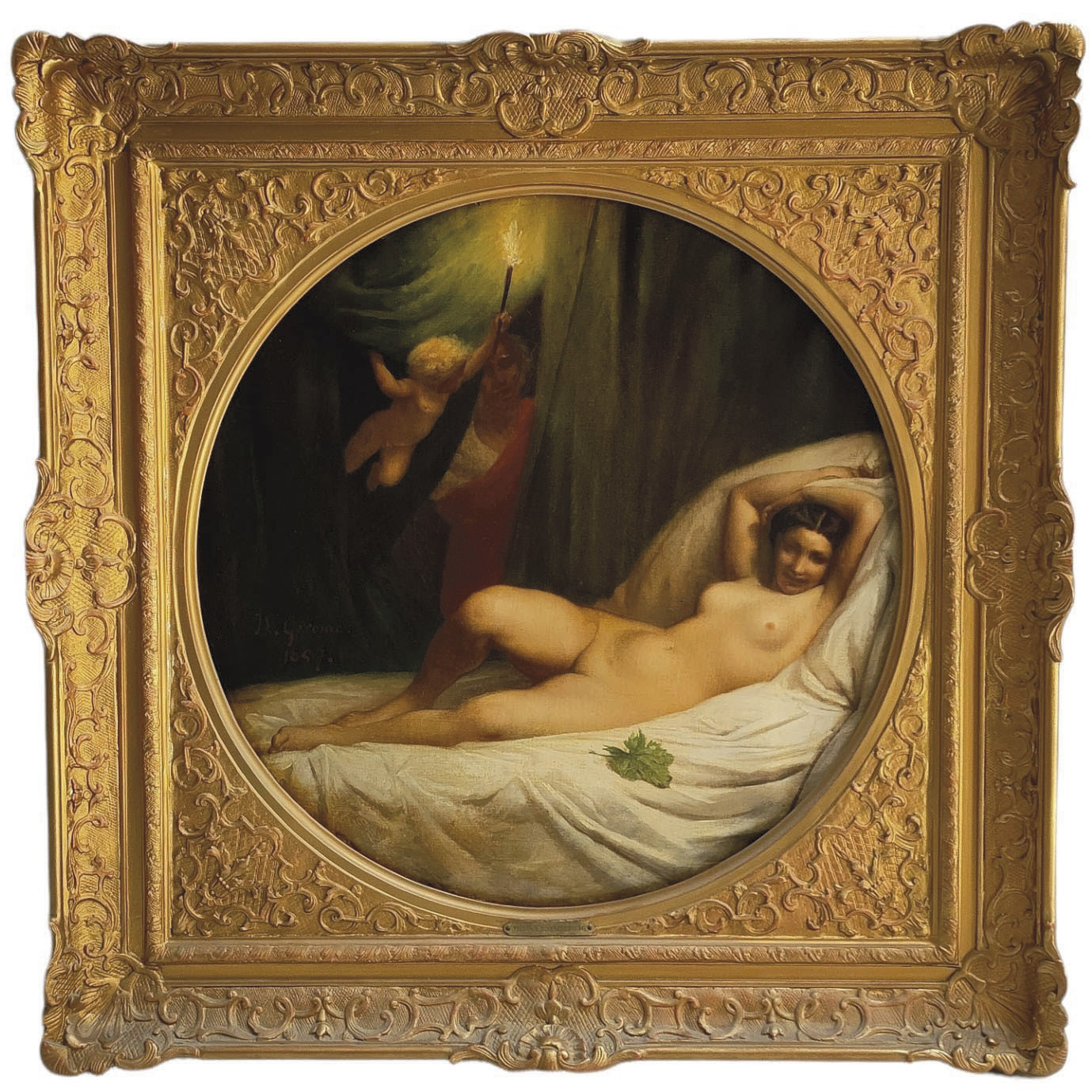
L'Épouse du roi Candaule.

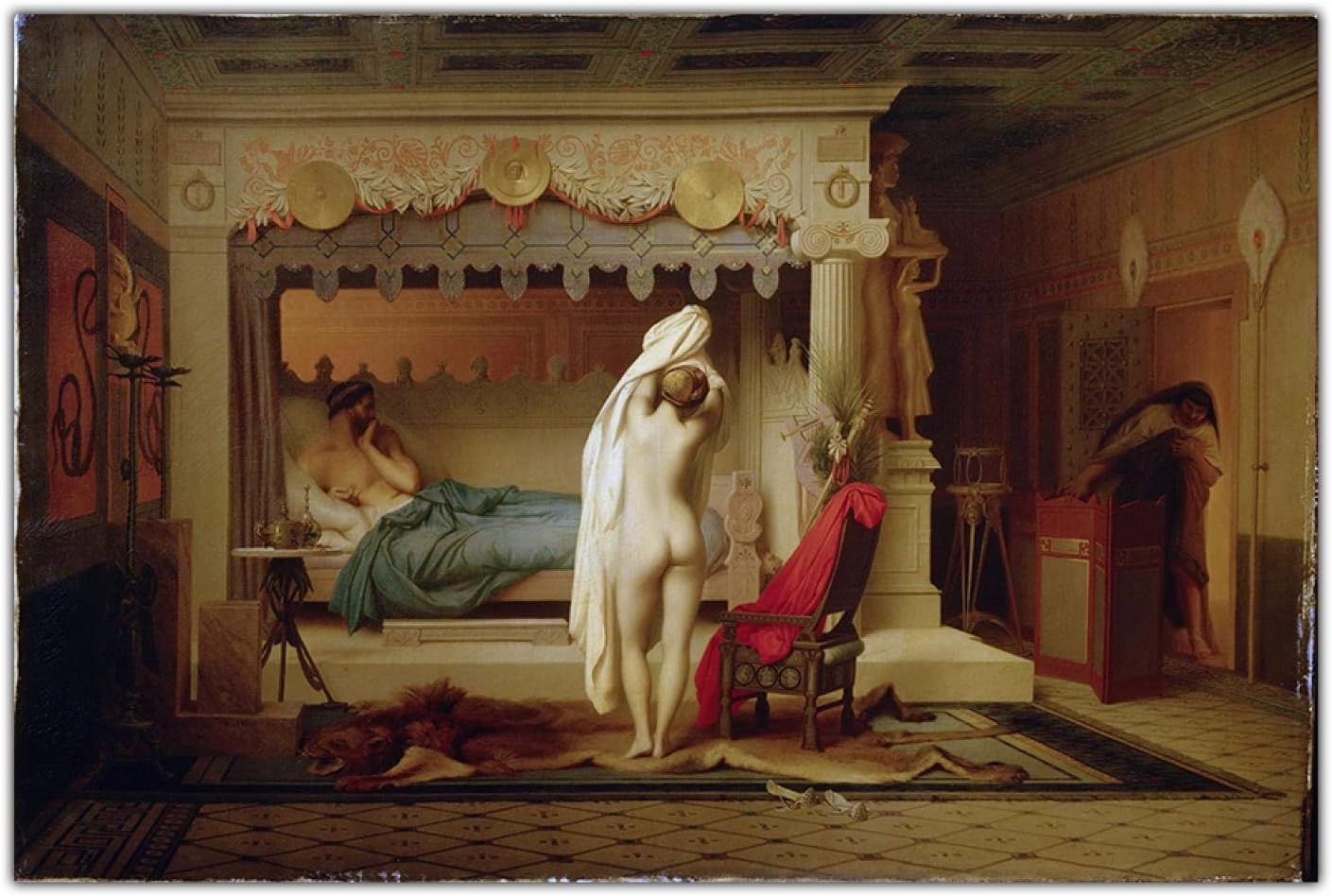
Version du Musée des Beaux-Arts Pouchkine.

La composition se déroule dans une pièce hellénisante et pleine de détails archéologiques, typiques du style néo-grec utilisé par Gérôme. Le plafond est décoré de motifs floraux. Attaché au plafond et au mur, un énorme lit à baldaquin occupe une grande partie de la scène : il se trouve sur un piédestal blanc d'où partent également deux colonnes ioniques qui servent d'extrémités et soutiennent le ciel de lit, décoré de cercles d'or et d'une composition florale. En effet, dans sa nouvelle, « Gautier » s’est beaucoup attardé sur la description de la chambre à coucher.
Presque au centre de la scène, le vrai protagoniste est la reine. La femme se trouve devant le lit double, où se trouve déjà son mari Candaule, fier de son stratagème, et se déshabille lentement pour y entrer. Nyssia pose ses pieds sur une fourrure de lion et vient de poser une robe rouge sur une chaise, alors qu'elle s’apprête à enlever l'autre, se révélant dans toute sa nudité. Cependant, tandis qu'elle soulève sa robe blanche, elle remarque que quelqu'un l'espionne depuis le seuil de la porte, à savoir Gygès.
Ici, il est possible de voir deux scènes différentes, car la scène pourrait représenter Gygès espionnant la reine ou la fin de l'histoire car la reine le cacha à l'endroit où il s'était dissimulé la veille et Candaule mourut, poignardé par Gygès dans son lit.
L’œuvre mesure 67 × 100,1 cm. La signature de l’artiste se trouve sur le socle en bas à gauche avec une date en chiffres romains.

## Accueil

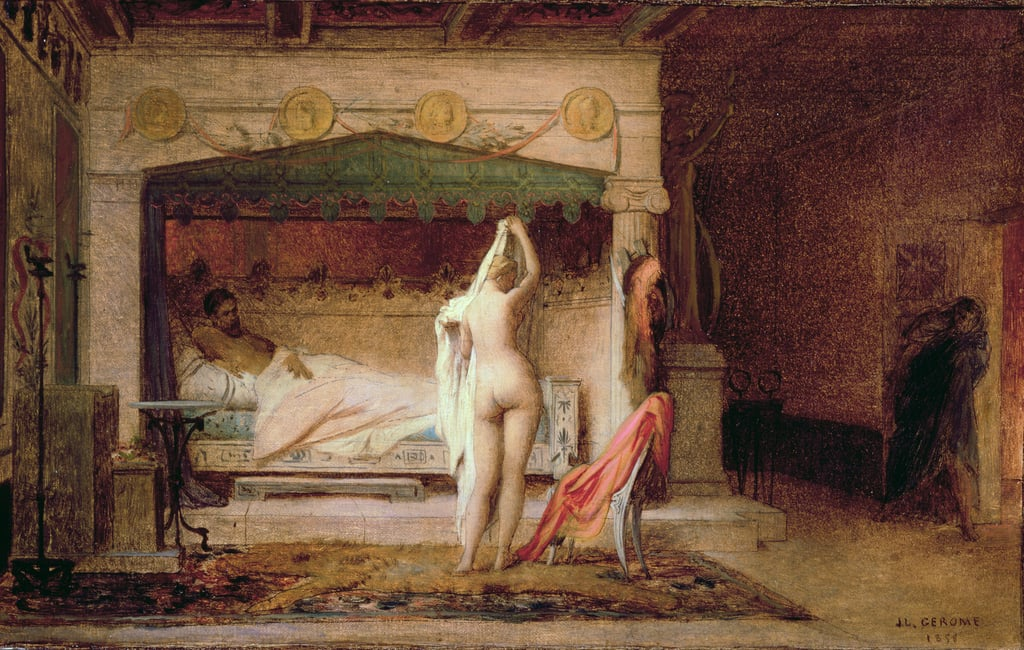
Esquisse.

L'œuvre est accueillie de manière variée. Certaines critiques ont fait l'éloge de l'attention portée aux détails et des recherches de l'artiste. D'autres ont critiqué cette approche de l'archéologie. D'autres encore ont critiqué la raideur du corps de la reine, avec ses hanches trop grandes et ses épaules trop rondes qui la rendaient trop peu « féminine ». Le dessin « incorrect » qui avait conduit à un aspect général « sec et complexe » et à une peinture « sans cohérence » a également été critiqué.
Le tableau est acheté par Adolphe Goupil en mars 1859. En 1860, il est vendu au sénateur Jules Polydore Le Marois pour 8140F... Il devient la propriété de William Randolph Hearst en janvier 1920. Le musée de Ponce acquiert enfin le tableau en mars 1963.

## Source
- Jean Léon Gérôme : L'Histoire en spectacle, Flamarion, 2010, 372 p. (ISBN 978-2081241862), p. 100.